# Maria Stokowska
Maria Stokowska (ur. 23 czerwca 1910 w Warszawie, zm. 21 września 1997) – polska tłumaczka, z łaciny i francuskiego.

## Życiorys
W latach 1930–1935 studiowała filozofię i polonistykę na Uniwersytecie Jagiellońskim, w czasie studiów należała do Stowarzyszenia Katolickiej Młodzieży Akademickiej, związana była z tzw. kółkiem ks. Władysława Korniłowicza. W latach 1936–1939 przebywała we Francji. W czasie okupacji niemieckiej była zaangażowana w akcję tajnego nauczania i pomoc Kościołowi w Kraju Warty.
Po II wojnie światowej pracowała krótko na Uniwersytecie Poznańskim i Katolickim Uniwersytecie Lubelskim. Na KUL-u obroniła w 1957 pracę doktorską z filozofii.
Jest pochowana na cmentarzu leśnym w Laskach.

## Tłumaczenia
- Ambrose Gardeil Duch Święty w życiu chrześcijańskim (1947)
- Stanisław Konarski Pisma pedagogiczne (1959) - razem z Wandą Germain i Irminą Lichońską
- Charles Journet Msza święta. Obecność Ofiary Krzyżowej (1959)
- Charles Journet Kościół Chrystusowy. Teologia o Kościele (1960)
- Jan Jonston O stałości natury (1960) - w serii Biblioteka Klasyków Filozofii
- Henri de Lubac Katolicyzm. Społeczne aspekty dogmatu (1961)
- św. Augustyn O Trójcy Świętej (1963) - w serii Pisma Ojców Kościoła
- Wprowadzenie do zagadnień teologicznych (1969) - kierownik zespołu tłumaczy
- René Coste Miłość, która zmienia świat. Teologia miłości (1992)